# Адисонова болест
Адисонова болест је ретко хронично обољење, које настаје као последица обостраног разарања коре надбубрежних жлезда. У већини случајева долази до обостране атрофије, али није у потпуности разјашњен узрок ове појаве. Као последица, долази до смањеног или потпуног престанка лучења хормона коре надбубрега и одговарајуће симптоматологије.
Појављује се обично између 25. и 45. године живота и то чешће код мушкараца. Назив је добила по лекару Томасу Адисону (1793 - 1860), који је описао ову болест 1855.

## Етиологија
Најчешћи етиолошки фактори су туберкулоза и тзв. примарна атрофија коре надбубрега, која представља аутоимуни процес. Ређи етиолошки фактори су: гљивичне инфекције, хемохроматоза, амилоидоза, леукемичне инфилтрације и билатералне метастазе малигних тумора, васкуларне тромбозе, обострана супрареналектомија (уклањање надбубрежних жлезда) и др.

## Клиничка слика
Због дифузног разарања надбубрежних жлезда долази до недостатка све три групе хормона који се луче у кори (гликокортикоиди, минералокортикоиди и надбубрежни андрогени), што доводи до одговарајуће клиничке симптоматологије. Почетак је најчешће постепен, готово неприметан. Мрка пигментација захвата кожу и видљиве слузокоже, почиње на откривеним деловима коже, на местима која су иначе јаче пигментисана (брадавице, ожиљци и сл). Типичан је изглед шака - дорзална страна је јако пигментисана посебно у пределу зглобова, а палмарна страна је поштеђена. Постоји пигментација и на слузокожи усне дупље, очних капака и аногениталне регије. Остали симптоми су општа слабост, немоћ и изузетно брзо замарање, хипотензија (снижен крвни притисак), дигестивни поремећаји (губитак апетита, мука, повраћање, дијареја и некарактеристични болови у трбуху), осећај жеђи, потреба за узимањем соли и сланих јела, болови и грчеви у мишићима и зглобовима, хипогликемичне кризе (пад шећера у крви), и код жена често појава аменореје (изостанак менструације). У нелеченим и запуштеним случајевима, болесници оболели од Адисонове болести могу толико да онемоћају, да не могу ни да се хране.

## Дијагноза
Дијагноза се поставља на основу клиничке слике и допунских дијагностичких поступака. Одређује се ниво хормона у плазми, ради се преглед мокраће, преглед електролита у серуму, крвна слика, одређивање гликемије итд.

## Лечење
Док јој још није био утврђен узрок, Адисонова болест се није могла лечити и завршавала се прилично брзо смрћу пацијента. Данас се спроводи доживотна супституциона терапија (узимање синтетичких хормона и других материја). Најважније је надокнадити мањак гликокортикоида, што се постиже давањем кортизона или хидрокортизона. Храном се уносе повећане количине соли и угљених хидрата. Иначе, потребне су знатно веће дозе кортизола за време сваке инфекције, хируршке интервенције, трауме и стреса.